# Barun-hemcsiki járás

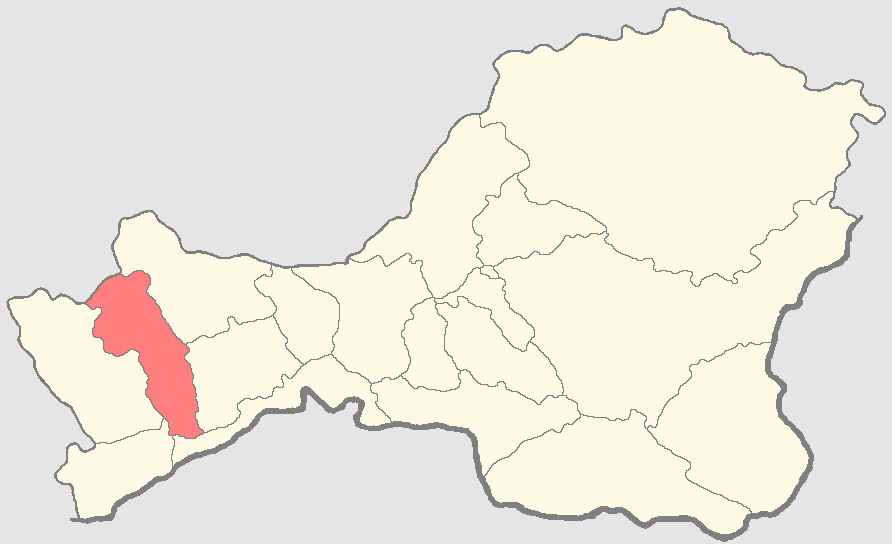
A Barun-hemcsiki járás a Tuva Köztársaságban

A Barun-hemcsiki járás (oroszul Барун-Хемчикский кожуун, tuvai nyelven Барыын-Хемчик кожуун) Oroszország egyik járása a Tuvai Köztársaságban. Székhelye Kizil-Mazsalik.

## Népesség
- 2002-ben 12 683 lakosa volt.
- 2010-ben 12 847 lakosa volt.